# Basilisk-Range-Nationalpark
Der Basilisk-Range-Nationalpark (englisch Basilisk Range National Park) ist ein 22,1 Quadratkilometer großer Nationalpark in Queensland, Australien. Er ist Teil des UNESCO-Weltnaturerbe Wet Tropics of Queensland.

## Lage
Er liegt in der Region North Queensland etwa 200 Kilometer nördlich von Townsville und 90 Kilometer südlich von Cairns. Die nächstgelegene Stadt ist Innisfail. Von hier erreicht man den Park über den Bruce Highway Richtung Süden. Nach 15 Kilometern passiert man den Park zwischen den beiden kleinen Orten Moresby und Silkwood. Im Park selbst gibt es keine Besuchereinrichtungen.
In der Nachbarschaft liegen die Nationalparks Japoon, Kurrimine Beach, Tully Gorge, Clump Mountain und Maria-Creek.

## Flora
Der Park schützt die höher gelegenen Gebiete der gleichnamigen Hügelkette der Basilisk Range. Die bis zu knapp 400 Meter hohen, mit primärem, tropischem Regenwald bewachsenen Gipfel sind in der Vergangenheit weitgehend von Rodung und landwirtschaftlicher Nutzung verschont geblieben. Hier ist auch Antrophyum plantagineum, eine gefährdete Art aus der Gruppe der Farne heimisch.